# 阇吒优私

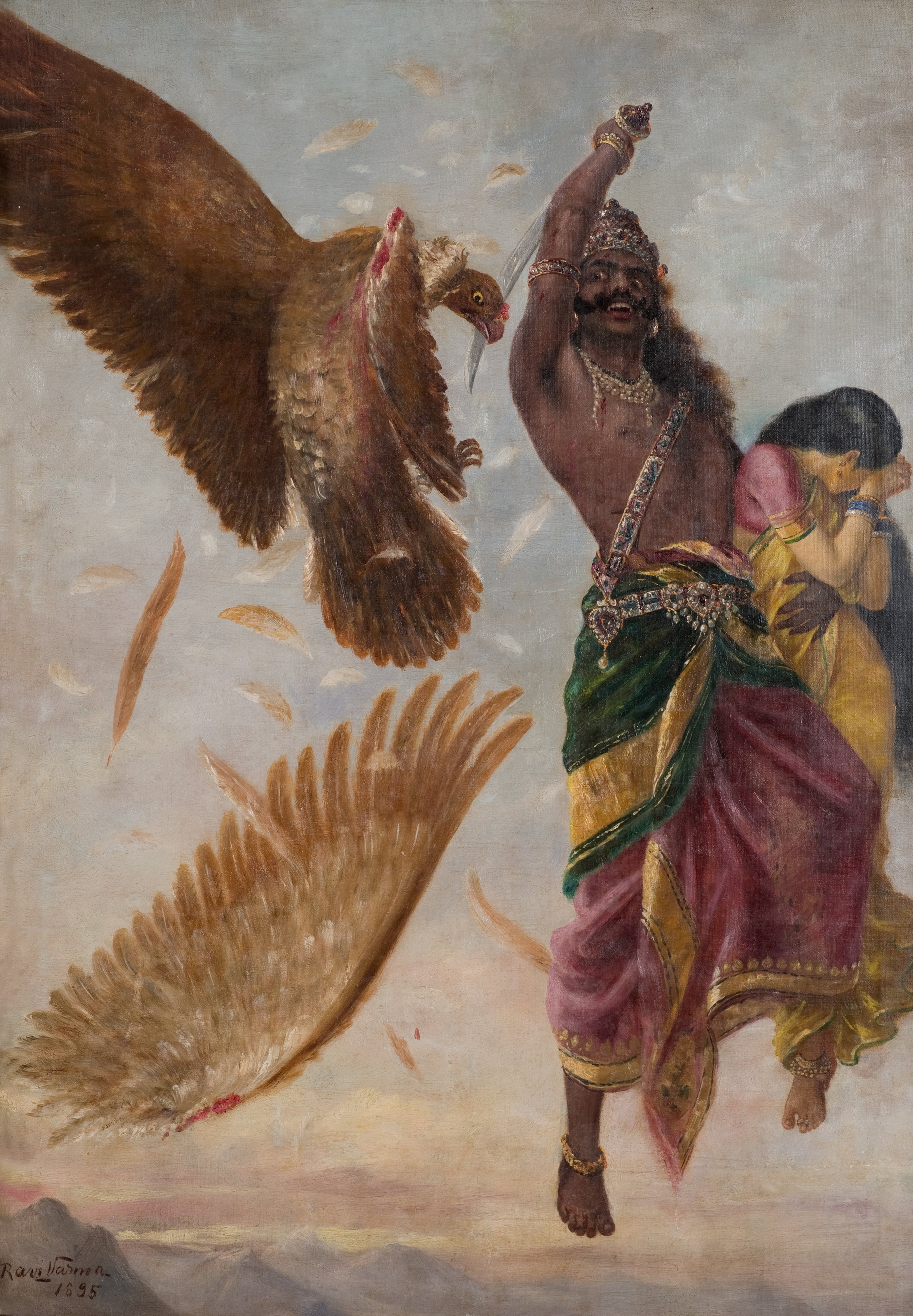
罗波那在劫走悉多时砍掉了阇吒优私的翅膀

阇吒优私（羅馬化：Jaṭāyuḥ）是印度神话《罗摩衍那》中的一只神鹫，为阿噜诺之子，商婆底的弟弟。阇吒优私是罗摩父亲十车王的朋友。
在《森林篇》中，罗摩与弟弟罗什曼那以及妻子悉多退居森林，罗刹罗波那听闻悉多的美貌，于罗摩与罗什曼那离开时将悉多强行劫走，阇吒优私在阻拦时被罗波那割断翅膀。罗摩返回后，奄奄一息的阇吒优私在告知情况之后死亡，此后罗摩为其举行了水葬。

## 相关地点
印度安得拉邦的村庄力帕西的名字据说来源于罗摩对受伤的阇吒优私说：“Le Pakshi”（泰卢固语中意为“起来，鸟儿”）。
在印度喀拉拉邦的杰塔尤（阇吒优私）地球中心中有世界上最大的的阇吒优私雕像，长200英尺（61），宽150英尺（46），高70英尺（21） ，占地15,000平方英尺（1,400平方）。